# 레이디 키티 스펜서
레이디 키티 엘리너 루이스(Lady Kitty Eleanor Lewis, 1990년 12월 28일 ~ )는 영국의 모델이자 귀족이다. 그녀는 웨일스 공비 다이애나의 조카이자 웨일스 공 윌리엄과 서식스 공작 해리의 외삼촌인 제9대 스펜서 백작 찰스 스펜서의 장녀이다. 스펜서는 주얼리 브랜드 불가리와 패션 회사 돌체앤가바나의 대변인이다.